# オールナイトニッポンw
オールナイトニッポンw（オールナイトニッポンダブリュー）は、2015年2月2日から2017年12月21日までYouTubeで配信されたニッポン放送と吉本興業共同制作のインターネット番組。

## 概要
吉本興業とニッポン放送の両社が持っている「番組企画・制作のノウハウ」を活かしたインターネット番組である。また、今回の試みはニッポン放送の「オールナイトニッポン」で培われた制作ノウハウを引き継いだ上で、次世代を担うタレントの活躍を新たなメディアで展開していくものである。
この番組のコンセプトは、「成長、進化!～ウェブの"w"、笑いの"w"、新しい波の"w"!～ 」。
2017年12月4日、12月をもって配信を一旦休止することが発表された。

## 配信時間
- 月曜-金曜 19時ごろ、10分-15分程の動画が配信される。

## パーソナリティ

### 月曜
- Rev. from DVL（2015年2月2日 - 8月31日）
- エグスプロージョン（2015年9月7日 - 2017年4月24日）
- 高野祐衣（2017年5月1日 - 12月18日）

### 火曜
- バイバイワールド（2015年2月3日 - 2016年10月25日）
  - 出演：髙橋征資（バイバイワールド）、Pepper、藤原麻里菜、はいじぃ
藤原とはいじぃは2015年7月頃からレギュラー（2016年5月頃までゲスト）として出演している。
- ラニーノーズ（2016年11月1日 - 2017年12月19日）

### 水曜
- ○○で聞いてみました(´∇｀)ﾉ（2015年2月4日 - 9月2日）
  - 出演：音蔵・声の出演：トンファー山西
- ひたすら○○やる水曜（2015年9月9日 - 12月30日（毎週） / 2016年1月6日 - 6月29日（隔週））
  - 出演：やる蔵・声の出演：トンファー → 夫婦のじかん山西
- 石関友梨（2016年7月6日 - 2017年12月20日）

### 木曜
- エッグ矢沢（2015年2月5日 - 2016年6月30日）
- 裏切りマンキーコング（2016年7月7日 - 2017年12月21日）

### 金曜
- M.S.S Project（2015年2月6日 - 12月25日）
- 生ハムと焼うどん（2016年1月1日 - 8月26日）
- 吉田凜音（2016年9月2日 - 2017年6月30日）
- みごごちいいオールナイトニッポンw（2017年7月7日 - 11月24日）
  - 出演：黒ラブ教授（第1回・最終回）

### 変遷
| 期間       | 期間       | 月曜日             | 火曜日           | 水曜日   | 木曜日               | 金曜日           |
| ---------- | ---------- | ------------------ | ---------------- | -------- | -------------------- | ---------------- |
| 2015.02.02 | 2015.09.04 | Rev. from DVL      | バイバイワールド | 山西章博 | エッグ矢沢           | M.S.S Project    |
| 2015.09.07 | 2015.12.25 | エグスプロージョン | バイバイワールド | 山西章博 | エッグ矢沢           | M.S.S Project    |
| 2015.12.28 | 2016.07.01 | エグスプロージョン | バイバイワールド | 山西章博 | エッグ矢沢           | 生ハムと焼うどん |
| 2016.07.04 | 2016.08.26 | エグスプロージョン | バイバイワールド | 石関友梨 | 裏切りマンキーコング | 生ハムと焼うどん |
| 2016.08.29 | 2016.10.28 | エグスプロージョン | バイバイワールド | 石関友梨 | 裏切りマンキーコング | 吉田凜音         |
| 2016.10.31 | 2017.04.24 | エグスプロージョン | ラニーノーズ     | 石関友梨 | 裏切りマンキーコング | 吉田凜音         |
| 2017.05.01 | 2017.06.30 | 高野祐衣           | ラニーノーズ     | 石関友梨 | 裏切りマンキーコング | 吉田凜音         |
| 2017.07.07 | 2017.11.24 | 高野祐衣           | ラニーノーズ     | 石関友梨 | 裏切りマンキーコング | 黒ラブ教授       |
| 2017.11.27 | 2017.12.21 | 高野祐衣           | ラニーノーズ     | 石関友梨 | 裏切りマンキーコング | -                |